# Sparegrisens filmrevy nr. 5
Sparegrisens filmrevy nr. 5  er en dansk dokumentarfilm fra 1957 produceret af Laterna Film, Sparekassernes Skoleopsparing A/S under redaktion af Klaus Rifbjerg. Filmens speak er leveret af Ebbe Neergaard. 

## Handling
1)	Hvad vil du være? Typograf: Holger Jensen er i skolepraktik som typograf.
2)	Lyst træ fra det mørke Congo: Det træ, vi i Danmark benytter til bygningstømmer, hentes i de afrikanske urskove. Det fugtige klima gør, at træerne bliver meget høje og stammerne meget tykke.
3)	Undulater: 12-årige Steen avler undulater, og det er en indbringende hobby.
4)	Surfriding: Surfing i Australien.